# Zagiridia
Zagiridia là một chi bướm đêm thuộc họ Crambidae.

## Các loài
- Zagiridia alamotralis Viette, 1973
- Zagiridia noctualis Hampson, 1897